# Канли Кула
Крепост Канли Кула е амфитеатър в Херцег Нови, Черна гора. Името е с турски произход и означава „кървава кула“.

## История
Канли Кула е построен от турците  през 1539 г. Венецианците извършват различни ремонти и допълнения през 1687 г., скоро след като завладяват Херцег Нови. 
В замъка е имало добре запазена цистерна за вода. След време тя губи първоначалното си предназначение и се превръща в затвор, и е наречена „Кървава кула“.  Вътрешността на крепостта е възстановена в открит амфитеатър през 1966 г. Той разполага с над 1000 зрителски места и е домакин на много културни събития и фестивали.
Събития, които се организират в Канли Кула, включват филмовия фестивал в Херцег Нови, Летен арт фестивал на китарното изкуство и оперния фестивал на Опероса Черна гора.